# 殿元政仁
殿元 政仁（とのもと まさひと、1996年9月2日 - ）は、ジャパンラグビーリーグワン・ルリーロ福岡に所属するラグビー選手。

## プロフィール
- 福岡県福岡市出身[1]。
- ポジションはフランカー(FL)。
- 身長 180cm、体重 94kg
- ニックネームはマイケル。

## 略歴
中学校時代、バレーボールをやっていて高校からラグビーを始めた
2015年、東福岡高校卒業後、専修大学に入る。
2019年、専修大学卒業後、JR九州サンダースに加入。1シーズン在籍した。
翌2020年、ニュージーランドのGrammer TEC RFCに加入して2021年、宗像サニックスブルースに加入。
2022年、ルリーロ福岡選手スコッドに選ばれた。